# 金代摩崖石刻
金代摩崖石刻，位于中国吉林省梅河口市小杨乡庆云村，为一个省级文物保护单位，类型为石刻，公布时间为1961年4月13日。该文物保护单位由梅河口市文管所管理。
金代摩崖石刻的历史年代为金代。